# Wechselzeiten – Auf dem Weg zum ersten Triathlon
Wechselzeiten – Auf dem Weg zum ersten Triathlon ist ein Dokumentarfilm des deutschen Regisseurs Guido Weihermüller. Weltpremiere hatte der Film am 23. Juni 2014. Am 26. Juni 2014 startete er in den deutschen Kinos.
Zwölf Wochen lang haben der Regisseur Guido Weihermüller und sein Filmteam ein Trainingsprogramm für vier weibliche Triathlon-Anfänger bis zum Hamburg Triathlon begleitet und sind der Frage nachgegangen, was die Menschen antreibt, sich dieser Herausforderung zu stellen. 
Im Mittelpunkt des Films stehen vier sehr unterschiedliche Frauen, bei denen jede auf ihre eigene Art versucht, die inneren und äußeren Widerstände zu bezwingen.

## Hintergrund
Jeden Sommer gehen in Hamburg 10.000 Hobbysportler bei diesem weltgrößten Triathlon an den Start. Aus dem einstigen Extremsport ist ein gesellschaftliches Massenphänomen geworden.